# Luisa Valieri
Luisa Valieri (Milán, 1958) es una fotógrafa italiana.

## Biografía
Nació en Milán en 1958, hija de Giuseppe Valieri, uno de los fundadores del Art Directors Club Milano y diseñador gráfico del periódico Il Giorno. Luisa estudió en la escuela de arte de Brera y en 1978 encontró trabajo como ayudante de Christopher Broadbent, en 1980 pasó al estudio de Davide Mosconi. 
En 1981 abrió su estudio, se dedicó a la fotografía de still life y a la publicidad. Sus imágenes delataban la pericia para la composición y la construcción de imágenes de sus maestros. En 1982, la agencia Michele Rizzi le encargó la campaña del agua mineral Ferrarelle bajo la dirección artística de Lele Panzeri y con textos de Annamaria Testa. La campaña de Ferrarelle le abrió las puertas de la publicidad italiana y en los años siguientes Luisa Valieri trabajó para Algida, Buitoni, Bauli, Ferrero, Leffe, Pago, Pernigotti, San Carlo, Barilla con Mulino Bianco, Rio Mare, Chiquita, Vallè, Kellogg’s, Autogrill yNescafé.
En 1986 ganó el premio de oro del Art directors club italiano por Pioneer, en 1999 el premio de plata por Buitoni y el premio de oro Mediastar en 2010 por Barilla. En 1998, junto con Claudio Gaiaschi, su compañero de vida y trabajo, formaron Pesce Giallo, un grupo de fotógrafos que discuten ideas y proyectos y utilizan espacios y servicios comunes. Entre los fotógrafos de Pesce Giallo figuran Joe Oppedisano, Giacomo Giannini y Marco Ambrosi. Con el nuevo milenio, la actividad de Luisa Valieri se desplazó cada vez más hacia la fotografía de comida, tanto publicitaria como editorial: realizó servicios fotográficos sobre los mejores chefs en Barcelona, Boston y Palermo para las revistas Marie Claire y Gulliver, en tándem con Roberta Corradin. fotografía Gualtiero Marchesi. En 2011 realizó la campaña "Quattro salti in padella" de Findus para la agencia McCann Worldgroup. Además de sus actividades publicitarias y editoriales, Luisa también está comprometida con la difusión de la fotografía de comida y la promoción profesional de los nuevos reclutas.

## Obras
- C’è torta per te 2 (en italiano). Milán: Trenta Editore. 2012.
- Omega Me (en italiano). Milán: Trenta Editore. 2013.
- Dotted Visuals (en inglés). Londres: SendPoints Publishing Co. Ltd. 2016.

## Publicaciones
- «Luisa Valieri». Progresso Fotografico (en italiano). mayo de 1991.
- «Agency Pesce Giallo». Zoom (en italiano). marzo de 1998.
- «Capolavori catalani». Marie Claire (en italiano). abril de 2001.
- «Vorrei stare qui». Marie Claire (en italiano). mayo de 2001.
- «Serata armena con gli amici». Marie Claire (en italiano). Junio de 2001.
- «Barcellona, gli eredi di Ferran». Gulliver (en italiano). abril de 2002.
- «Boston delight». Gulliver (en italiano). mayo de 2003.
- «Food/Mostre». Foto Pratica (en italiano). noviembre de 2004.

## Exposiciones
- Esposizione permanente, Galleria d’Arte Moderna e Contemporanea, Bérgamo, 2021
- Photo Transfer si presenta, Galleria Il Diaframma, Milán, 1990
- Centofiori, immagini, simboli, messaggi di libertà, Galleria Carla Sozzani, Milán, 1995
- Obiettivo Mercantia, emozioni e sogni, Palazzo Pretorio, Certaldo, 2000
- Fiori di carta, Spazio cinquesensi, Milán, 2003
- La Dolce Polaroids Sx 70, Génova, 2006
- Festival International de la Photographie Culinaire, París, 2010